# Richard Burgi
Richard William Burgi (ur. 30 sierpnia 1958 w Montclair) – amerykański aktor telewizyjny i filmowy, najlepiej znany jako Karl Mayer, były mąż Susan (Teri Hatcher) z serialu ABC Gotowe na wszystko (Desperate Housewives, 2004-2010).

## Życiorys

### Wczesne lata
Urodził się i dorastał w Montclair w stanie New Jersey. Jego dziadek był z pochodzenia Szwajcarem. Jego brat Chuck Burgi był perkusistą w zespole Billy’ego Joela. Studiował na Old Dominion University w Norfolk w stanie Wirginia, zanim w wieku dwudziestu ośmiu lat zdecydował się na karierę aktorską. 

### Kariera
Podbił serca telewidzów w operach mydlanych – NBC Inny świat (Another World, 1986-88), ABC Tylko jedno życie (One Life to Live, 1988) i CBS As the World Turns (1988-89).
Pierwotnie miał zagrać komiksową tytułową rolę w serialu fantasy CBS Flash (The Flash), jednak ostatecznie w postać tę wcielił się John Wesley Shipp, a jemu przypadł czarny charakter filantropa Curtisa Bohannana w serialu (1991) i na dużym ekranie w wersji kinowej Flash 3 (Flash III: Deadly Nightshade, 1992).
W 2017 roku zebrał dobre recenzje za rolę sędziego 3 w przedstawieniu Dwunastu gniewnych ludzi na scenie Laguna Playhouse.

### Życie prywatne
W latach 1987–1991 był związany z Anne Heche. 5 listopada 1995 roku poślubił Lori Kahn. Mają dwóch synów: Jacka Charlesa (ur. 8 grudnia 1996) i Samuela (ur. 15 sierpnia 2000). Jednak w roku 2011 doszło do rozwodu. 11 lutego 2012 ożenił się z Lilianą López.
Wspiera wiele organizacji charytatywnych zajmujących się ochroną środowiska, w tym Ośrodek Pomocy Ofiarom Ptaków Orange County, Fundację Surfrider i Centrum Ssaków Pacyfiku Morskiego.
W wolnym czasie zajmuje się surfingiem.

## Filmografia

### Filmy fabularne
- 1992: Flash III: Deadly Nightshade jako Curtis Bohannan
- 1995: Zemsta (Payback) jako Al Keegan
- 2002: Za kółkiem (Wheelmen) jako Nick
- 2004: Decoys jako Detektyw Francis Kirk
- 2004: Żołnierze kosmosu II (Starship Troopers 2: Hero of the Federation) jako kapitan Dax
- 2004: Komórka (Cellular) jako Craig Martin
- 2004: Torn Apart jako Billy Westin
- 2005: Dick i Jane: Niezły ubaw (Fun with Dick and Jane) jako Joe Cleeman
- 2006: Shanghai Red jako Michael Johnson
- 2007: Hostel 2 (Hostel: Part II) jako Todd
- 2009: Piątek, trzynastego (Friday the 13th) jako szeryf Bracke

### Filmy TV
- 1989: Kamelon (Chameleons) jako Philip
- 1993: Wiadomość z Wietnamu (Message from Nam) jako Major Hammer
- 1996: Gliniarz z dżungli (The Sentinel) jako Jim Ellison
- 1998: Poślubiłam kosmitę (I Married a Monster) jako Nicholas 'Nick' David Farrell
- 2001: Tajemnicza Wyspa Bailey's Mistake (Bailey's Mistake) jako Paul Donovan
- 2003: Trash jako Bud Blue
- 2004: Darklight jako Shaw
- 2006: Firestorm: Last Stand at Yellowstone jako Richard Danville
- 2007: Boska kraina (In God's Country) jako Josiah Leavitt

### Seriale TV
- 1986-88: Inny świat (Another World) jako Chad Rollo
- 1988: Tylko jedno życie (One Life to Live) jako Randy Stone #1
- 1988-89: As the World Turns jako Glenn Harrington
- 1991: Empty Nest jako Matthew Wright
- 1991: Flash (The Flash) jako Curtis Bohannan
- 1991: Matlock jako Roger Stratford
- 1991: Anything But Love jako Doug Oberton
- 1991-92: Gliniarz i prokurator (Jake and the Fatman) jako Todd Kurtin/Brian Henley
- 1992: Kim jest szef? (Who's the Boss?) jako Mike Va Salle
- 1992: Pielęgniarki (Nurses) jako Doug z Supply
- 1992: Mann i machina (Mann & Machine) jako Jeffery Bosco
- 1992-93: Dni naszego życia (Days of Our Lives) jako Phillip Collier #2
- 1993: Miłość i wojna (Love & War) jako Nick
- 1994: Seinfeld jako lekarz Ben
- 1994: Viper jako Lane Cassidy
- 1994-96: One West Waikiki jako detektyw Mack Wolfe
- 1996-99: Gliniarz z dżungli (The Sentinel) jako Detektyw James Ellison
- 1998: To prawda (It's True)
- 1999: Dotyk anioła (Touched by an Angel) jako Wujek Frank
- 1999: Sensacja (Action) jako Cole Riccardi
- 2000: Sekrety Weroniki (Veronica's Closet) jako Mark
- 2000: Powrót do Providence (Providence) jako dr J.D. Scanlon
- 2000: Ja się zastrzelę (Just Shoot Me) jako
- 2001: Życie do poprawki (Twice in a Lifetime) jako Jimmy O’Connor
- 2001: Dzika rodzinka (The Wild Thornberrys) jako kłusownik 1
- 2001–2002: 24 godziny (24) jako Alan York/Kevin Carroll
- 2002: CSI: Kryminalne zagadki Las Vegas (CSI: Crime Scene Investigation) jako Rick Weston
- 2002−2003: Potyczki Amy (Judging Amy) jako Michael Cassidy
- 2003: Firefly jako porucznik Womack
- 2000−2003: Bez pardonu (The District) jako kapitan
- 2005−2006: Miasteczko Point Pleasant (Point Pleasant) jako Ben Kramer
- 2006: The Call jako Frank
- 2007: Las Vegas jako Vince Peterson
- 2004-2010: Gotowe na wszystko (Desperate Housewives) jako Karl Mayer
- 2008–2009: Harper's Island jako Thomas Wellington
- 2013: Pokojówki z Beverly Hills jako Henri